# Белл, Уолтер
Уолтер Линкольн Белл (англ. Walter Lincoln Bell; 12 июля 1874 года, Нью Йорк, США; —  1 августа 1946 года, Данбери, штат Коннектикут, США) — американский общественный и военный деятель, полковник армии США, руководитель уфимского отделения АРА во время голода в Поволжье 1921–1922 годов, вечный почётный мэр Уфы, вечный почётный председатель городского совета Уфы, почетный начальник пожарной охраны города Миасса.

## Биография
Уолтер Линкольн Белл родился в Бруклине (Нью-Йорк, США) 12 июля 1874 года. Получил образование сначала в университете Мак-Гилла (Монреаль, Канада), а потом в политехническом институте в родном Бруклине.
Впоследствии решил связать свою жизнь с армией; в 1898 году, служа кавалеристом, участвовал в Испано-Американской войне. Во время Первой мировой войны Белл  (уже в чине полковника кавалерии) участвовал в битве при Вердене и в Мёз-Аргонском наступлении. С 1918 года служил в Национальной гвардии штата Нью-Йорк.
В 1921 году в России начался голод. 20 августа 1921 года советское правительство подписало в Риге договор с благотворительной организацией Герберта Гувера — АРА. Именно тогда многие американские и европейские ветераны Первой мировой войны, не нашедшие себе подобающей жизни в мирное время, узнали о возможности поехать в неизвестную для них Россию и помочь миллионам людей. Среди них был и Уолтер Белл. В августе 1921 года генерал-майор армии США Джон О’Райан рекомендовал Белла руководителю создаваемого тогда представительства Американской администрации помощи в Советской России Ульяму Хэскеллу, назвав его «пробивным человеком». 13 октября 1921 года Уолтер Белл приехал сначала в Москву, а через две недели в Уфу, где его назначили окружным уполномоченным Уфимско-Уральского дистрикта АРА. В работе в Уфе ему помогал переводчик Борис Эльперин.